# Лаверза
Лаверза — река в России, протекает по Аткарскому району Саратовской области. Устье реки находится в 19 км от устья Аткары по левому берегу. Длина реки составляет 32 км, площадь водосборного бассейна — 206 км². На топографической карте России 2000 года обозначена как Лаверза.

## Данные водного реестра
По данным государственного водного реестра России относится к Донскому бассейновому округу, водохозяйственный участок реки — Медведица от истока до впадения реки Терса, речной подбассейн реки — Дон между впадением Хопра и Северского Донца. Речной бассейн реки — Дон (российская часть бассейна).
Код объекта в государственном водном реестре — 05010300112107000008115.